# La Bourdinière-Saint-Loup
La Bourdinière-Saint-Loup és un municipi francès, situat al departament de l'Eure i Loir i a la regió de Centre – Vall del Loira. L'any 2007 tenia 535 habitants.

## Demografia

### Població
El 2007 la població de fet de La Bourdinière-Saint-Loup era de 535 persones. Hi havia 192 famílies, de les quals 30 eren unipersonals (15 homes vivint sols i 15 dones vivint soles), 62 parelles sense fills, 92 parelles amb fills i 8 famílies monoparentals amb fills.
La població ha evolucionat segons el següent gràfic:
Habitants censats

### Habitatges
El 2007 hi havia 234 habitatges, 200 eren l'habitatge principal de la família, 14 eren segones residències i 20 estaven desocupats. 231 eren cases i 3 eren apartaments. Dels 200 habitatges principals, 176 estaven ocupats pels seus propietaris, 18 estaven llogats i ocupats pels llogaters i 6 estaven cedits a títol gratuït; 2 tenien una cambra, 5 en tenien dues, 26 en tenien tres, 65 en tenien quatre i 102 en tenien cinc o més. 153 habitatges disposaven pel capbaix d'una plaça de pàrquing. A 73 habitatges hi havia un automòbil i a 114 n'hi havia dos o més.

### Piràmide de població
La piràmide de població per edats i sexe el 2009 era:
| Homes | Edats   | Dones |
| ----- | ------- | ----- |
| 0     | 95 o +  | 0     |
| 0     | 90 a 94 | 4     |
| 4     | 85 a 89 | 0     |
| 4     | 80 a 84 | 12    |
| 0     | 75 a 79 | 16    |
| 0     | 70 a 74 | 8     |
| 12    | 65 a 69 | 16    |
| 8     | 60 a 64 | 16    |
| 8     | 55 a 59 | 4     |
| 24    | 50 a 54 | 4     |
| 16    | 45 a 49 | 28    |
| 36    | 40 a 44 | 28    |
| 20    | 35 a 39 | 16    |
| 24    | 30 a 34 | 24    |
| 0     | 25 a 29 | 8     |
| 12    | 20 a 24 | 8     |
| 24    | 15 a 19 | 24    |
| 16    | 10 a 14 | 16    |
| 12    | 5 a 9   | 16    |
| 32    | 0 a 4   | 8     |

## Economia
El 2007 la població en edat de treballar era de 331 persones, 269 eren actives i 62 eren inactives. De les 269 persones actives 251 estaven ocupades (134 homes i 117 dones) i 18 estaven aturades (6 homes i 12 dones). De les 62 persones inactives 26 estaven jubilades, 14 estaven estudiant i 22 estaven classificades com a «altres inactius».

### Ingressos
El 2009 a La Bourdinière-Saint-Loup hi havia 210 unitats fiscals que integraven 581,5 persones, la mediana anual d'ingressos fiscals per persona era de 20.435 €.

### Activitats econòmiques
Dels 29 establiments que hi havia el 2007, 1 era d'una empresa extractiva, 5 d'empreses de fabricació d'altres productes industrials, 8 d'empreses de construcció, 6 d'empreses de comerç i reparació d'automòbils, 2 d'empreses de transport, 1 d'una empresa d'hostatgeria i restauració, 1 d'una empresa d'informació i comunicació, 4 d'empreses de serveis i 1 d'una entitat de l'administració pública.
Dels 9 establiments de servei als particulars que hi havia el 2009, 2 eren tallers de reparació d'automòbils i de material agrícola, 2 paletes, 2 guixaires pintors, 2 fusteries i 1 restaurant.
L'any 2000 a La Bourdinière-Saint-Loup hi havia 20 explotacions agrícoles que ocupaven un total de 1.875 hectàrees.

## Equipaments sanitaris i escolars
El 2009 hi havia una escola maternal.

## Poblacions més properes
El següent diagrama mostra les poblacions més properes.